# Губка антимінсна
Гу́бка антимі́нсна, антимі́нсна гу́бка, ілито́нна гу́бка (церк.-слов. гȣба́ антими́нснаѧ, грец. σπόγγος) — елемент церковного начиння, уживаний під час Літургії грецького обряду. Призначена для збирання частинок просфор з антимінса, дискоса та копія, для відтирання рук священослужителів після причащання. Символізує губку з оцтом, яка була піднесена до вуст Ісуса Христа на Хресті: «Вояки ж, губку оцтом наповнивши, і на тростину її настромивши, піднесли до уст Його» (Ів. 19:29).
Наявність антимінсної губки є обов'язковою умовою для здійснення Літургії. Вона має бути зробленою з натурального матеріалу — морської губки. З цим пов'язана стара назва церковних губок — «грецька» (сировину привозили з Візантії). Іноді через відсутність натуральної антимінсну губку роблять з синтетичних матеріалів, проте, цього слід уникати. Антимінсну губку вирізають у формі круга, вимочують у воді добу, кладуть під прес або розгладжують праскою. Потім губку окроплюють свяченою водою. Зберігають її загорнутою в антимінсі.
Поряд з антимінсною губкою, у церковному вжитку використовують іншу губку — очищальну (витиральну, проскомидійну). Нею обмивають та витирають потир. Очищальну губку виготовляють з непресованої морської губки, вирізають за формою та розміром потира. На відміну від антимінсної, уживання цієї губки необов'язкове. Зберігають очищальну губку у потирі.
Після виходу з ладу антимінсні та очищальні губки спалюють — щоб уникнути їхнього спаплюження, як предметів, що дотикалися Дарів. Попіл висипають у річку або інше неспаплюжуване місце.